# Daniel Ziegler
Pour les articles homonymes, voir Ziegler.
Le révérend Daniel Ziegler est un homme d'église et un entomologiste américain, né le 11 juin 1804 à Reading et mort le 23 mai 1876 à York (Pennsylvanie).
Il officie à Kreutz Creek et à York, en Pennsylvanie. Entomologiste passionné, il est l'ami du révérend Frederick Ernst Melsheimer (1782/4-1873) qui comme son père, le révérend Frederick Valentine Melsheimer (1749-1814), est un entomologiste bien connu. Leurs deux collections sont aujourd'hui conservées au Musée de l'université Harvard ; elles comprennent 14 774 spécimens représentant 5 302 espèces différentes.

## Source
- Traduction de l'article de langue anglaise de Wikipédia.